# Lijst van rivieren in Jamaica

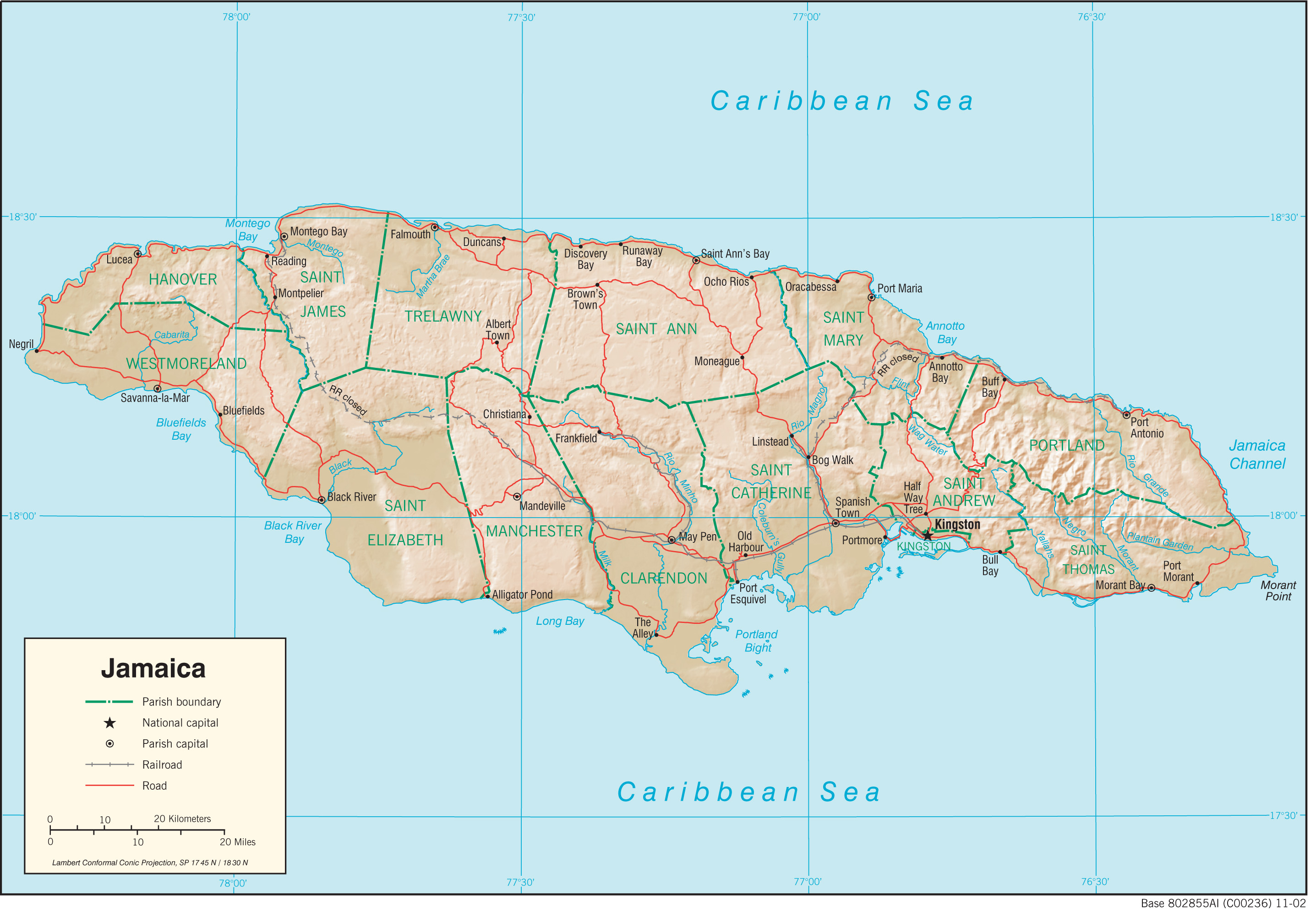
Kaart van Jamaica.

Dit is een lijst van rivieren in Jamaica. De rivieren zijn, van west naar oost, geordend per drainagebekken en de opeenvolgende zijrivieren zijn ingesprongen weergegeven onder de naam van elke hoofdrivier. Tussen haakjes staan de alternatieve namen van de rivieren, voor zover van toepassing.

## Noordkust

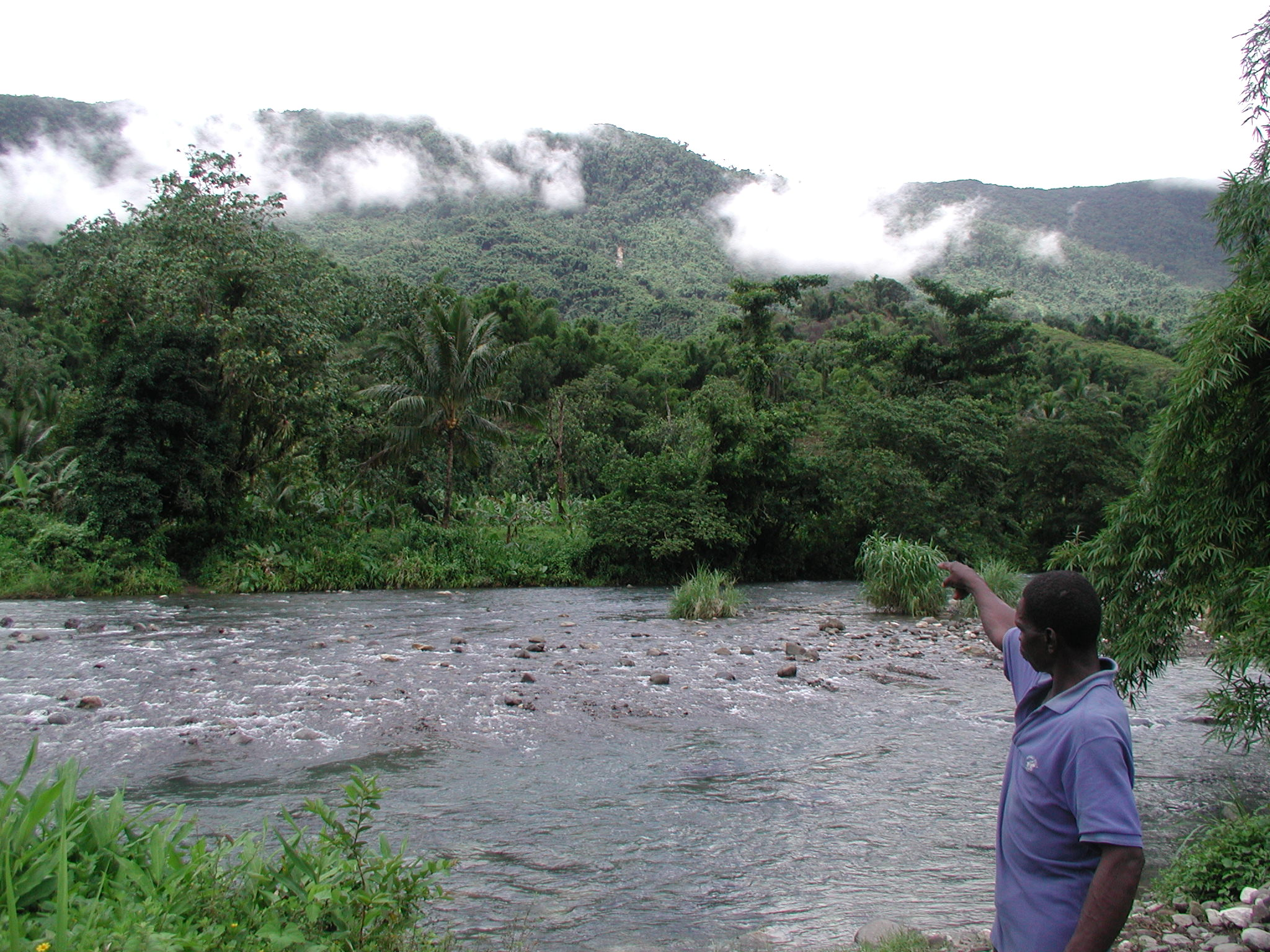
Rio Grande.

- South Negril[1]
  - Naam onbekend[1]
- Middle River[1]
  - Naam onbekend[1]
  - Naam onbekend[1]
- North Negril[1]
- Orange[1]
  - Naam onbekend[1]
  - New Found River[1]
  - Cave River[1]
    - Fish River[1]
- Green Island
- Lucea West
- Lucea East
- Flint
- Great
- Montego
- Martha Brae
- Rio Bueno
  - Cave (ondergrondse verbinding)
- Roaring
- Llandovery
- Dunn
- White
- Rio Nuevo
- Oracabessa
- Port Maria
- Pagee[2]
- Wag Water (Agua Alta)
  - Flint
- Annotto
- Dry
- Buff Bay
- Spanish
- Swift
- Rio Grande
  - Black
  - Stony
  - Guava
- Plantain Garden

## Zuidkust
- New Savannah
- Cabarita
  - Thicket
  - Morgans
- Sweet
- Black River
  - Broad River
  - Y.S. River
  - Smith
  - One Eye (ondergrondse verbinding)

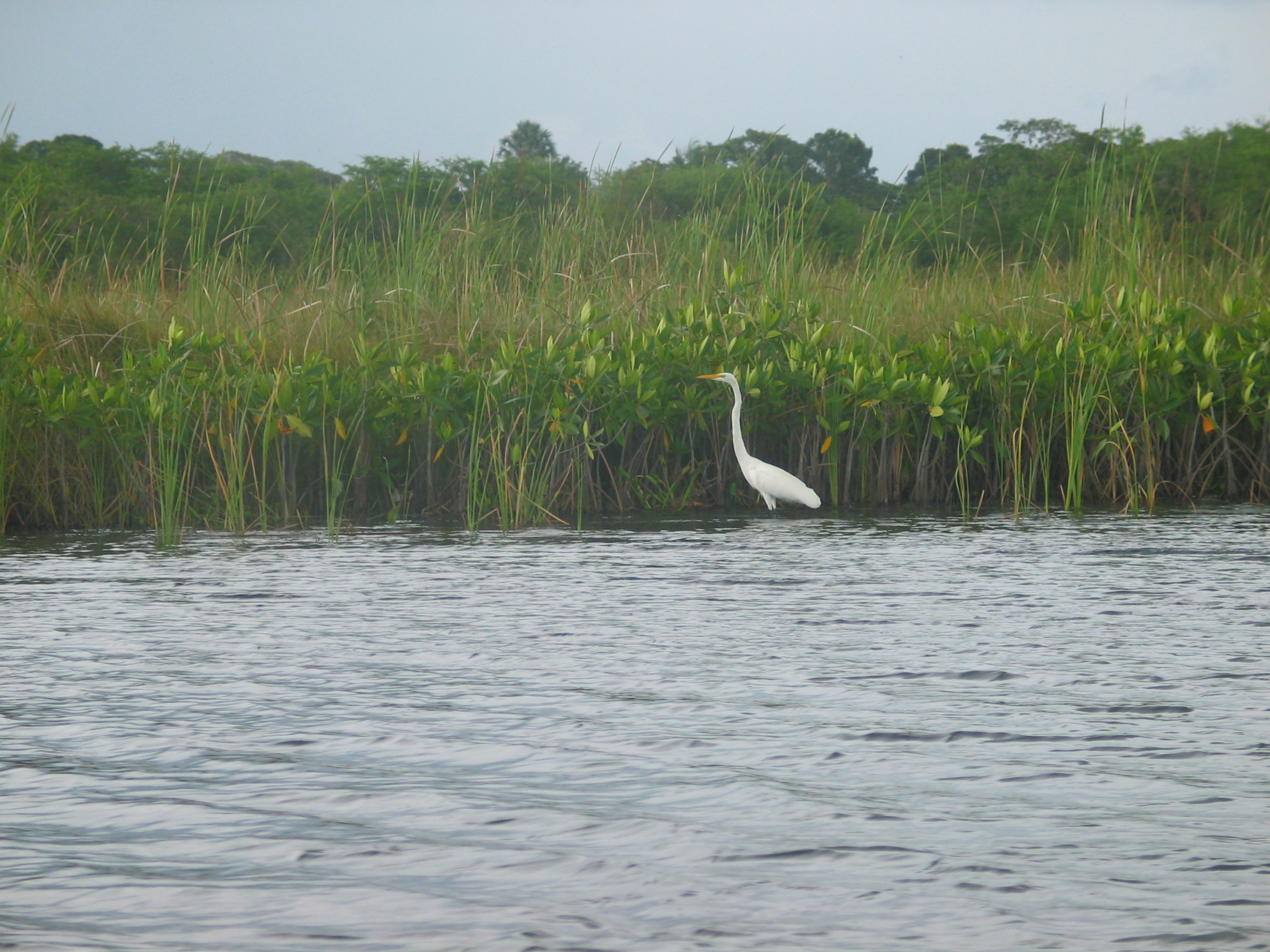
Black River.

    - Hectors (ondergrondse verbinding)
- Alligator Hole
- Gut
- Milk
- Rio Minho
- Salt
- Coleburns Gully
- Rio Cobre
  - Rio Pedro
  - Rio Doro
  - Rio Magno
- Ferry
- Hope
- Cane
- Yallahs
- Morant
  - Negro